# Walter Bransen
Walter Bransen auch Walther (* 6. Mai 1886 in Braunschweig als Walter Abramson; † 21. Dezember 1941 in Bloomington, USA) war Mediziner, Geiger und Komponist. Seine Pseudonyme waren Will Rollins, Sam Fox und Karl Wetter.

## Leben
Bransen wurde 1886 als Walter Abramson in Braunschweig geboren. Nach einem Medizinstudium wechselte er in den 1920er Jahren zur Musik und wurde Schüler des russisch-schweizerischen Komponisten Paul Juon.
Er schrieb Opern und Operetten, Kammermusik und Bühnenmusiken, aber auch Lieder und Schlager, letztere meist unter dem Künstlernamen „Will Rollins“. Er arbeitete mit namhaften Textdichtern wie Fritz Rotter, Robert Gilbert und Willy Rosen zusammen. Bransen veröffentlichte bei mehreren Berliner Verlagen. Populäre Interpreten sorgten für die Verbreitung seiner Stücke, die von Kapellen wie Dajos Béla, Otto Dobrindt („Dobbri“) und Paul Godwin gespielt, von Sängern wie Serge Aranovic, Austin Egen und Leo Monosson vorgetragen wurden.
Bald schon arbeitete er auch für die neuen Medien Grammophon, Radio und Kino. Für die eben gegründete Berliner Schallplattenfirma Vox komponierte er einen „Vox-Foxtrot“, den das Orchester Bernard Etté im Januar 1925 einspielte. Über diese Firma, in deren Gebäude in Berlin, dem „Vox-Haus“, sich 1923 auch die erste deutsche Radiostation befand, führte ihn auch der Weg zum Rundfunk geführt. Ab Juni 1925 leitete er die Abteilung für Instrumental- und Gesangskunst bei der Funk-Stunde Berlin, deren Funk-Orchester, ebenfalls ab Juni 1925, Bruno Seidler-Winkler dirigierte.
Zusammen mit dem Tanzlehrer Walter Carlos, der als „Funktanzlehrer“ ebenfalls am neuen Medium Radio wirkte, kreierte er im Herbst 1927 den „Deutschen Tanz“ DETA, der auch auf Schallplatten verbreitet wurde. Bei zwei Spielfilmen wirkt er als Filmkomponist mit. Die Lieder aus dem Film Ich war zu Heidelberg Student (Regie: Wolfgang Neff. Uraufführung (DE): 1. Juli 1927, Berlin, U.T. Turmstraße) machte der deutsche Sänger Franz Baumann populär, der auch selber Texte verfasste. Zum Film Die Frau, nach der man sich sehnt (Regie: Kurt Bernhard. Uraufführung (DE): 28. April 1929, Berlin, Mozartsaal) schrieb Bransen die Premierenmusik. Weitere Kompositionen zu dem Film lieferten Edward Kilenyi und Giuseppe Becce.
Bransen war seit Mai 1920 mit der Sopranistin Dorothee Mansky (Künstlername Manski, * 11. März 1892 Berlin; † 24. Februar 1967 Atlanta, Georgia) verheiratet. Sie war in Mannheim, Berlin und von 1927 bis 1941 an der New Yorker Metropolitan Opera tätig. Von ihr ist eine Probeaufnahme mit einer Komposition ihres Mannes („Anita-Boston“) bei der Berliner Firma Vox belegt, deren Text „Baby, träum´ von mir, träume süss“ Karl Brüll schrieb. Die gemeinsame Tochter Inge Manski Lundeen (* 18. Dezember 1920, Berlin; † 4. Dezember 2001, Lake Bluff, Illinois) wurde ebenfalls Opernsängerin.
Als jüdischer Künstler sah er sich durch das Erstarken der Nationalsozialisten in seiner Existenz bedroht und zur Auswanderung genötigt; mit Frau und Tochter verließ er noch vor der Machtergreifung 1933 Deutschland. Auf dem Dampfschiff „Ile de France“ fuhren sie nach Amerika. Seine Medizinerausbildung in Deutschland hätte Bransen in den USA durch erneutes Ablegen einer Prüfung anerkennen lassen müssen, was er ablehnte. Er zog es vor, Violine im Orchester der Metropolitan Opera in New York zu spielen, wo seine Frau als Sängerin engagiert war.
In Amerika komponierte er weiterhin Lieder. Er vertonte Gedichte von Robert Burns und Christina Georgina Rosetti sowie mehrere Texte von Thomas Grant Springer. Walter Bransen ist 1941 in Bloomington, Indiana (USA) an den Folgen einer Koronarthrombose verstorben. Sein Grab befindet sich im Mausoleum des dortigen "Rose Hill Cemetery".

## Werke
Worldcat nennt 28 Titel von Bransen, der Imagekatalog der Staatsbibliothek zu Berlin nennt 39 Titel.
- Bühnenwerke:
  - Der Theatergraf : Operette in 3 Akten. Musik von Walter Bransen. Textbuch von Fritz Lunzer & Felix Körner. Ausgabe: Als Ms. gedr. Schlesinger, Berlin 1921
  - Die Maschinenbauer von Berlin. Posse von August Weirauch, Gesangstexte von Alfred Braun. Musik von Walter Bransen. Wedekind, Berlin 1925[31]
- Liedschlager (als ‚Will Rollins‘):
  - Die kleine Susanne (Text von Fritz Rotter)
  - Ich hab' ein Rendez-vous (mit Rene Porges; Text von Willy Rosen)
  - Liebchen, Gut’ Nacht. Lied (Text: Franz Baumann)
  - Liebling fahr doch an die Nordsee mit mir (mit Austin Egen, Text: Fritz Rotter)
  - Mein ganzer Reichtum (Text von Fritz Rotter)
  - Süß singt die Geige “Gut’ Nacht”. Tango (mit Will Meisel)
  - Wieso ist der Walter so klug für sein Alter (Text: Fritz Rotter)

- Liedschlager (als ‚Walter Bransen‘):
  - Anita. Boston (Text: Karl Brüll)
  - Auf der grünen Wiese. Foxtrott (mit Walter Borchert, Text von Fritz Rotter & Otto Stransky)
  - Du meines Lebens Sonnenschein. Walzerlied
  - Heut sing ich nur für dich. Valse Boston (Text: Franz Baumann)
  - Liebchen, gute Nacht! Lied (Text: Franz Baumann)
  - Wilde Rosen und Becherklang. Lied (Text von Hans Erich Winkler)
  - Wir leben, wir lieben, wer weiß wie lange (mit Austin Egen, Text: Fritz Rotter)

Bei DNB Musikarchiv nachgewiesene Aufnahmen
a) für „Will Rollins“:
- - Mein ganzer Reichtum / Will Rollins, Text: Fritz Rotter. Franz Baumann, Tenor, mit Violine, Cello, Klavier. Tri-Ergon T.E.1057 [M 339]
  - Ich hab ein Rendezvous / Musik v. Rene Porges u. Will Rollins – Text von Willy Rosen. Ultraphon A 912 [mx. 16 845]. Alfred Beres mit seinem Orchester. Refraingesang: Leo Emm [d. i. Monosson]
  - Süß singt die Geige "Gut' Nacht" : Tango / Will Rollins – Text: Robert Gilbert. Saxophon-Orchester Dobbri mit Gesang. Beka  B.6773 [mx. 37 561]
  - Süß singt die Geige "Gute Nacht" : Lied / Will Rollins – Text: Robert Gilbert. Serge Aranovic mit Orchester unter Leitung von Kapellmeister O. Dobrindt. Parlophon B.12 121 [mx. 37 929-2 ]
  - Süß singt die Geige der Nacht : Tango / Will Rollins. Text: Rob. Gilbert. Tango-Orchester Dajos Béla mit Gesang. Odeon O-11 086 [ Be 8428 ]
  - Wieso ist der Walter so klug für sein Alter / Austin Egen & Will Rollins, Text von Fr. Rotter. Austin Egen, Bariton mit Klavier. Electrola AM 870 [BD 4735-II].
  - Wieso ist der Walter so klug für sein Alter : Foxtrot / Will Rollins & Austin Egen – Fritz Rotter. Saxophon-Orchester Dobbri, mit Gesang. Beka B 6219 [mx. 34 166]
  - Wieso ist der Walter so klug für sein Alter? / Musik von Austin Egen und Will Rollins – Text von F. Rotter. Austin Egen, Bariton in Deutsch mit Klavier. Electrola Gesellschaft m.b.H., Nowawes und Berlin, E.G. 633 [BD 4735-II] (8-42053)
  - Die kleine Susanne : Foxtrott / Will Rollins. Julian Fuhs mit seinem Orchester. Beka B.6155 [mx. 34 011-2]
  - Die kleine Susanne / Will Rollins, Fritz Rotter. Austin Egen, Bariton in Deutsch mit Klavier. Electrola Gesellschaft m.b.H., Nowawes und Berlin, E.G. 584 [BD 4738-II] (8-42049)

b) für „Walter Bransen“:
- - Anita. Boston / Walter Bransen. Marek Weber mit seiner Künstlerkapelle vom Esplanade. Parlophon P.1285 [mx. 2-5693]
  - Heut' sing ich nur für dich! : Valse Boston / Walter Bransen. Kapelle Merton. Beka B.6090 [mx. 33 772]
  - Heut' sing ich nur für dich!  Valse boston / Walter Bransen. Orchester Dajos Béla. Odeon O-2090 [Be 6020]
  - Heut sing ich nur für dich : Lied und Valse Boston / Walter Bransen. Kapelle Gebrüder Steiner. Artiphon-Record 2554 [2554]
  - Heut' sing ich nur für dich! / Walter Bransen. Text: Franz Baumann. Franz Baumann, Tenor, Begleitung: Klavier und Dajos Béla, Violine. Odeon O-2082 [Be 5579]
  - Wilde Rosen und Becherklang : Lied / Walter Bransen, Text von Hans Erich Winkler. Max Kuttner, Tenor, mit Orchesterbegleitung. Hertie Record No.858 [mx. 2767] B28.8.27
  - Wilde Rosen und Becherklang / Walter Bransen – Text: H. E. Winkler. Franz Baumann, Tenor, mit Violine, Cello, Klavier. Tri-Ergon TE 1060 [mx. 340]
  - Wilde Rosen und Becherklang / Text: Hans Erich Winkler – Musik: Walter Bransen. Franz Baumann, Tenor, mit Klavierbegleitung: Fritz Redl. Homocord 4-2353 [mx. M 19 304-2] A29.11.27
  - Wilde Rosen und Becherklang / Walter Bransen – E. Winckler. Franz Baumann mit Instrumental-Trio. Beka B.6211 [mx. 34 217]
  - Wilde Rosen und Becherklang / Erich Winckler, Walter Bransen. Franz Baumann, Begleitung: Instrumental-Trio. Odeon O-2156 [Be 5781]
  - Liebchen, gute Nacht! / Walter Bransen, Franz Baumann. Franz Baumann, Tenor mit Orchesterbegleitung. Homocord 4-2534 [mx. M 19 860]
  - Du meines Lebens Sonnenschein : Walzerlied / Walter Bransen. Eugen Transky, Tenor, mit Orchesterbegleitung. Bu-Scha Schallplattenvertriebsges.m.b.H. Berlin S. 42, Katalognummer 217 [mx. 07325]
  - Auf der grünen Wiese : Foxtrott / Walter Bransen & Walter Borchert – Text von Fritz Rotter & Otto Stransky. Saxophon-Orchester Dobbri mit Gesang. Beka B.6172 [mx. 34 113]

- Kunstlieder im amerikanischen Exil:
  - Music of the spring (poem by Enrico D'Amicis ; music by Walter Bransen) Verlag: New York, Sprague-Coleman, ©1938. 
  - When I am dead, my dearest (poem by Christina Rosetti ; music by Walter Bransen) Verlag: New York : Sprague-Coleman, ©1940. Veröffentlichung: Marian Anderson Collection of Printed Music.
  - The forest trees are sighing. Song for voice and piano (poem by Alice Mattullath ; music by Walter Bransen) Verlag: New York : Sprague-Coleman, ©1940. Veröffentlichung: Marian Anderson Collection of Printed Music.
  - Peace comes to me. Song for voice and piano (poem by Phylura E. Skalinder ; music by Walter Bransen). Verlag: New York : Sprague-Coleman, ©1940. Veröffentlichung: Marian Anderson Collection of Printed Music.
  - There shall be music when you come (music: Walter Bransen, lyrics by Bertita Harding) Verlag:  New York : Broadcast Music, Inc., 1941.
    - Wurde aufgeführt
      - im Konzertsaal: Dorothy Hodgkin Dorsey presents Lotte Lehmann, prima donna soprano, Metropolitan Opera, Lauritz Melchior, leading tenor, Metropolitan Opera in joint recital, Constitution Hall, Tuesday evening, Nov. 18, 1941 at 8:30 o'clock. Mr. Paul Ulanowsky at the piano for Mme. Lehmann, Mr. Ignace Strasfogel at the piano for Mr. Melchior.[32]
      - im Radio: vgl. The Post Radio Highlights: Thursday, Dec. 4 1941_Washington, Eastern Standard Time.[33] 9:30, WOL-America Preferred: Lauritz Melchior, tenor. With Wallenstein's Orchestra: "There Shall Be Music When You Come," Walter Bransen.
      - Schallplattenaufzeichnung:  Columbia 17 353-D, published 1942 vgl. Yale Universitie’s Library[34]

## Tondokumente (Auswahl)
Die Dokumente sind alle auf Youtube zu finden:
- Heut sing ich nur für dich. Valse boston von Walter Bransen, gespielt von der Kapelle Merton (d. i. Dajos Bela). Beka B.6090-II (mx. 33 772) – 1927
- Die kleine Susanne. Foxtrott (Will Rollins). Julian Fuhs mit seinem Orchester. Beka B.6155 (mx. 34 011-2)
- Liebling, fahr doch an die Nordsee mit mir! (Musik von Austin Egen und Will Rollins. Text von F. Rotter) Austin Egen, Bariton in Deutsch mit Klavier. Electrola E.G.461 (Matr. BW 934)
- "Wir leben, wir lieben" (Egen und Bransen, Text von Fritz Rotter) Austin Egen, Bariton in Deutsch mit Klavier. Electrola E.G.461 (Bw 935-II) aufg. 28. März 1927
- Wieso ist der Walter so klug für sein Alter? (Musik von Austin Egen und Will Rollins. Text von F. Rotter) Austin Egen, Bariton in Deutsch mit Klavier. Electrola E.G.633 (Matr. BD 4735-II.)
- DETA, ein deutscher Tanz von W. Carlos (Walter Bransen) Saxophon-Orchester. Stradivari Record Electro E 2049 ca. 1928
- Süss singt die Geige Gut' Nacht. Tango (Rollins – Gilbert) Paul Godwin Tanz-Orchester mit deutschem Refraingesang: Leo Monosson. Polydor B 51312 / Nr. 22 603.  Berlin, 1930